# 埃马努伊尔-帕帕斯
埃马努伊尔-帕帕斯（希臘語：Εμμανουήλ Παππάς）是希腊中马其顿大区塞雷专区的市镇，行政中心为赫里索镇。市镇面积为337.9平方公里，2021年人口数量为11,585人。
现今范围的市镇设立于2011年地方政府改革中，由原两个市镇（埃马努伊尔-帕帕斯和斯特里莫纳斯合并而成，原市镇则成为此市镇的两个市区。埃马努伊尔-帕帕斯市区（即原埃马努伊尔-帕帕斯市镇）的面积为217.539平方公里，2021年人口数量为6,363人。